# Túbulo reto proximal
O túbulo reto proximal ou parte reta do túbulo proximal ou pars recta do túbulo proximal, é o seguimento final do túbulo proximal, segundo a padronização da International Union of Physiological Sciences. Trata-se de uma estrutura tubular microscópica retilínea, daí o nome reto. O túbulo proximal como um todo, é formado pela parte convoluta e pela parte reta.